# Aqtöbe (Gebiet)
Das Gebiet Aqtöbe (kasachisch Ақтөбе облысы Aqtöbe oblyssy, russisch Актюбинская область Aktjubinskaja oblast) ist ein Oblys im Westen Kasachstans. Seine Hauptstadt ist Aqtöbe (russ. Aktjubinsk).

## Geografie

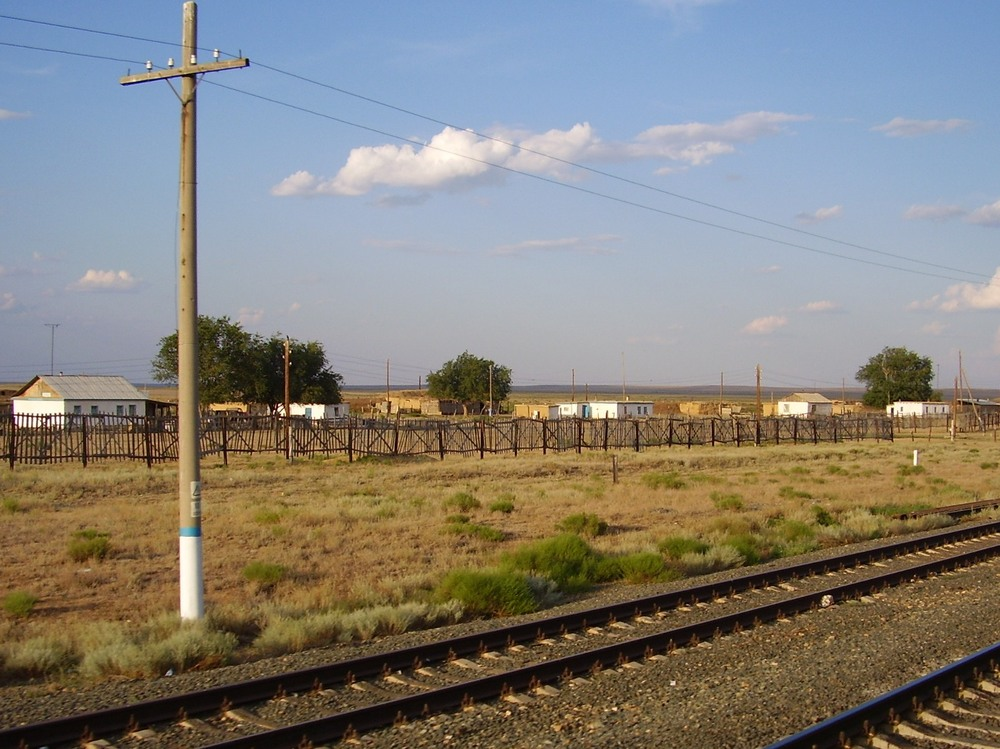
Siedlung im Südosten des Gebietes

### Geografische Lage
Das Gebiet liegt im mittleren Westen Kasachstans. Im Süden grenzt es an den Aralsee, im Norden an die Uralprovinzen Russlands.
Den größten Teil des Gebiets nimmt eine von Flüssen durchzogene Ebene ein, im mittleren Teil dehnen sich die Mugodscharberge aus. Der höchste Berg ist mit 657 m der Große Baktybai. Den westlichen Teil des Gebiets nimmt das Poduralski-Plateau ein, das im Südwesten ins Vorkaspische Tiefland übergeht; im Südosten gibt es Sandmassive – die Aral-Karakum und der Große und der Kleine Barsuki. Im Nordosten beginnt das schluchtenreiche Turgai-Plateau.

### Flora und Fauna
Der nordwestliche Teil des Gebiets ist mit Federgras und Wermut bedeckt, in den Auen gibt es Wiesenvegetation, Pappel-, Espen und Birkenhaine sowie Strauchwerk. Das Gebiet weist große Nagetierpopulationen auf (Steppenlemminge, Ziesel und Springmäuse). Zu den Raubtieren zählen Wölfe und Steppenfüchse. Hier leben Saiga und Kropfgazelle. Im Gebiet Aqtöbe liegt das 348.000 Hektar große Schutzgebiet Turgai. Es steht auf der Liste der international bedeutsamen Wasser- und Sumpfgebiete. Die Seen und anliegenden Sumpfgebiete haben eine Fläche von 40.000 Hektar. Die Bedeutung des Schutzgebiets erklärt sich durch seine Lage auf einer der wichtigsten Zugvogelrouten. Im Schutzgebiet leben 29 Arten von Säugetieren, elf Fischarten und 170 Vogelarten, von denen dreißig in die Rote Liste Kasachstans eingetragen sind. Die riesigen Schilfrohrfelder bieten Wildschweinen Schutz, in den Seen tummeln sich Bisamratten. Aber besonders zahlreich sind Wasservögel. Im Herbst und Frühjahr sind die Seen mit einem dichten Schleier von Vogelschwärmen bedeckt. Hier nisten Graugänse, viele Entenarten, Blässhühner, Reiher, Kormorane und Strandläufer. Von den in die Rote Liste eingetragenen Arten nisten hier Singschwan, Löffler, Sichler, Krauskopfpelikan, Sandflughuhn, Jungfernkranich, Steppenadler, Seeadler, Fischadler und Ruderenten. Anzutreffen sind auch Zwergschwäne, Flamingos, Rothalsgänse, Trappen, Falken und seltene Mönchskraniche. Die Gewässer sind für die Fischerei von großer Bedeutung. Der gewerbliche Fischfang ist in der Nestbau- und Brutperiode vom 15. April bis 1. September strikt verboten.

## Geschichte
Verwaltungsrechtlich wurde das Gebiet Aqtöbe am 10. März 1932 als Oblast Aktjubinsk der damaligen Kasachischen SSR gegründet.

## Bevölkerung
| Jahr  | Einwohner |
| ----- | --------- |
| 1939¹ | 339.069   |
| 1959¹ | 402.049   |
| 1970¹ | 550.582   |
| 1979¹ | 629.241   |
| 1989¹ | 737.995   |
| 1999¹ | 682.558   |
| 2000  | 677.715   |

| Jahr | Einwohner |
| ---- | --------- |
| 2001 | 670.231   |
| 2002 | 668.166   |
| 2003 | 668.378   |
| 2004 | 671.812   |
| 2005 | 678.602   |
| 2006 | 686.698   |
| 2007 | 695.454   |

| Jahr  | Einwohner |
| ----- | --------- |
| 2008  | 703.660   |
| 2009¹ | 757.768   |
| 2010  | 763.589   |
| 2011  | 777.471   |
| 2012  | 786.349   |
| 2013  | 795.817   |
| 2014  | 808.932   |

| Jahr | Einwohner |
| ---- | --------- |
| 2015 | 822.522   |
| 2016 | 834.813   |
| 2017 | 845.679   |
| 2018 | 857.711   |
| 2019 | 869.637   |
| 2020 | 881.651   |

¹ Volkszählungsergebnis

## Politik und Verwaltung

### Verwaltungsgliederung
Das Gebiet ist in 13 Bezirke (kasachisch Аудан Audan; russisch Район Rajon) unterteilt. Das Verwaltungszentrum Aqtöbe stellt dabei einen eigenen städtischen Bezirk dar. Neben Aqtöbe gibt es noch sieben weitere Städte: Algha, Jembi, Qandyaghasch, Chromtau, Schalqar, Temir und Schem. Außerdem besitzen zwei Orte den Status einer Siedlung städtischen Typs: Schubarqudyq und Schubarschi.

Administrative Gliederung des Gebietes Aqtöbe

| Audan                 | Fläche [km²] | Einwohner | Verwaltungssitz     |
| --------------------- | ------------ | --------- | ------------------- |
| Äiteke bi             | 36.300       | 20.182    | Temirbek Schürgenow |
| Algha                 | 7.100        | 43.682    | Algha               |
| Aqtöbe (Stadt)        | 2.338        | 584.769   | Aqtöbe              |
| Baighanin             | 61.000       | 22.693    | Qarauylkeldi        |
| Chromtau              | 12.900       | 46.659    | Chromtau            |
| Märtök                | 6.600        | 29.466    | Märtök              |
| Mughalschar           | 29.530       | 64.928    | Qandyaghasch        |
| Oiyl                  | 11.500       | 15.558    | Oiyl                |
| Qarghaly              | 5.000        | 15.186    | Badamschy           |
| Qobda                 | 14.000       | 15.712    | Qobda               |
| Schalqar              | 62.200       | 42.003    | Schalqar            |
| Temir                 | 12.600       | 35.050    | Schubarqudyq        |
| Yrghys                | 41.500       | 13.713    | Yrghys              |
| Stand: 1. Januar 2025 |              |           |                     |

### Äkim (Gouverneur)
Liste der Gouverneure (kasachisch Әкім, Äkim) des Gebietes Aqtöbe seit 1992:
| Nr. | Name                 | Amtszeit (Beginn)  | Amtszeit (Ende)    |
| --- | -------------------- | ------------------ | ------------------ |
| 1   | Schalbai Qulmachanow | 11. Februar 1992   | 18. November 1993  |
| 2   | Saweli Patschin      | 18. November 1993  | 29. September 1995 |
| 3   | Aslan Mussin         | 29. September 1995 | 3. April 2002      |
| 4   | Jermek Imantajew     | 3. April 2002      | 10. Juli 2004      |
| 5   | Jeleusin Saghyndyqow | 10. Juli 2004      | 22. Juli 2011      |
| 6   | Archimed Muchambetow | 22. Juli 2011      | 11. September 2015 |
| 7   | Berdibek Saparbajew  | 11. September 2015 | 25. Februar 2019   |
| 8   | Orasalin Ongdassyn   | 26. Februar 2019   | 31. August 2022    |
| 9   | Jeraly Toghschanow   | 31. August 2022    | 5. September 2023  |
| 10  | Aschat Schacharow    | 5. September 2023  | amtierend          |

## Wirtschaft
Im Gebiet Aqtöbe liegen wichtige Erdölfelder bei Schangaschol (Жаңажол) und Kengqijaq (Кеңқияқ) sowie Chromerzvorkommen bei Chromtau.
In der Nähe der Stadt Jembi (russisch Emba) befand sich zu Zeiten der Sowjetunion ein Raketentestgelände.